# Anastomose porto-cave
L'anastomose porto-cave consiste à mettre en place le passage de certaines veines de l'arbre veineux splanchnique à la veine cave inférieure. 
Ces anastomoses sont notamment recrutées en cas d'hypertension portale (d'origine cirrhotique par exemple).